# Hypothecla mindanaensis
Hypothecla mindanaensis är en fjärilsart som beskrevs av Hans Fruhstorfer 1912. Hypothecla mindanaensis ingår i släktet Hypothecla och familjen juvelvingar. Inga underarter finns listade i Catalogue of Life.